# Sone Aluko
Omatsone Aluko (ur. 19 lutego 1989 w Londynie) – nigeryjski piłkarz angielskiego pochodzenia występujący na pozycji napastnika w angielskim klubie Ipswich Town. W latach 2009–2015 reprezentant Nigerii. 
W swojej karierze występował m.in. w takich klubach jak: Hull City, Reading, Fulham, Aberdeen czy Ipswich Town.